# Босна и Херцеговина на Светском првенству у атлетици у дворани 2012.
Босна и Херцеговина је учествовала на Светском првенству у атлетици у дворани 2012. одржаном у Истанбулу од 9. до 11. марта шести пут. Репрезентацију Босне и Херцеговине представљала су два такмичара (1 мушкарац и 1 жена), који су се такмичили у две дисциплине.
Босна и Херцеговина није освојила ниједну медаљу нити је остварила неки рекорд.

## Учесници
| Мушкарци: - Хамза Алић — Бацање кугле | Жене: - Горана Цвијетић — 60 м препоне |  |

## Резултати

### Мушкарци
| Атлетичар  | Дисциплина   | Лични рекорд | Квалификација | Квалификација | Финале               | Финале  | Детаљи |
| Атлетичар  | Дисциплина   | Лични рекорд | Резултат      | Место         | Резултат             | Место   | Детаљи |
| ---------- | ------------ | ------------ | ------------- | ------------- | -------------------- | ------- | ------ |
| Хамза Алић | Бацање кугле |              | 18,80         | 20            | Није се квалификовао | 20 / 23 |        |

### Жене
| Атлетичарка     | Дисциплина   | Лични рекорд | Квалификација | Квалификација | Финале                | Финале       | Детаљи |
| Атлетичарка     | Дисциплина   | Лични рекорд | Резултат      | Место         | Резултат              | Место        | Детаљи |
| --------------- | ------------ | ------------ | ------------- | ------------- | --------------------- | ------------ | ------ |
| Горана Цвијетић | 60 м препоне | 4:10,75 НР   | 8,89          | 7. у гр. 3    | Није се квалификовала | 26 / 28 (31) |        |